# Mistrzostwa Syrii w Boksie 2014
Mistrzostwa Syrii w Boksie 2014 – zawody bokserskie, w których udział mogą brać zawodnicy pochodzący z Syrii. Zawody trwały od 23 do 26 marca w Damaszku, a zawodnicy rywalizowali w dziesięciu kategoriach wagowych.

## Medaliści
| Kategoria wagowa                | Złoto                  | Srebro            | Brąz                          |
| Waga papierowa (- 49 kg.)       | Hussin Al Masri        | Ali Mahmoud       | Mosaab Al-Soudan              |
| Waga musza (- 52 kg.)           | Marwan Doumeria        | Jaber Houmsi      | Yasser Nerhbi Abed Al-Rahman  |
| Waga kogucia (- 56 kg.)         | Wessam Salamana        | Ibrahim Al-Hassan | Rabie Al-Kazak                |
| Waga lekka (- 60 kg.)           | Mohamed Doumeria       | Hikmat Shbib      | Ali Al-Sharif Nassem Ali      |
| Waga lekkopółśrednia (- 64 kg.) | Mohd Nasouh al-Mahyani | Alan Zamzam       | Orwa Al-Aje Ahmad Maksoumie   |
| Waga półśrednia (- 69 kg.)      | Ali Ghosoun            | Mouen Aziz Abdal  | Ahmad Safi Khaled Al-Shartah  |
| Waga średnia (- 75 kg.)         | Aboud Nawazi           | Mohsen Fadil      | Ahmad Mahmoud Salim Hadad     |
| Waga półciężka (- 81 kg.)       | Ala Aldih Ghossoun     | Omer Ali          | Rame Falah                    |
| Waga ciężka (- 91 kg.)          | Qais Mahfouz           | Wassem Taleb      | Mohamed Ali Rabie Sarheli     |
| Waga superciężka (+ 91 kg.)     | Manaf Asaad            | Mohamed Zolkout   | Housen Hassan Mohamed Moulies |